# Big Jim Colosimo
Giacomo Colosimo (15 de febrero de 1878 – 11 de mayo de 1920), conocido como James "Big Jim" Colosimo, fue un gánster italoestadounidense, jefe de la mafia de Chicago y artífice de un imperio criminal basado en la prostitución, el juego y el chantaje.

## Primeros años
Nacido como Giacomo Colosimo, hijo de Luigi Colosimo y su segunda esposa Giuseppina Mascaro, nació en la comuna italiana de Colosimi, en Cosenza, Calabria, y emigró a Chicago, Illinois en 1895. Comenzando como un gánster de poca monta, Colosimo fue descubierto por los concejales Michael "Hinky Dink" Kenna y John Coughlin. Trabajó para ellos primero como capitán del distrito y más tarde como su cobrador. Esto le dio a Colosimo las conexiones políticas que le ayudaron a llegar al poder como jefe mafioso.

## Imperio de la prostitución
Más tarde, Colosimo adquirió el sobrenombre de "Diamante Jim" (Diamond Jim). Se ganó ese apodo porque frecuentemente vestía de traje blanco y usaba broches, anillos y otras joyas. Esas joyas, combinadas con su carisma y su dinero, le ayudaron a establecer relaciones con las mujeres. Tenía un gran interés en las mujeres y el dinero, lo que impulsó su entusiasmo por la prostitución. En 1902, Colosimo se casó con Victoria Moresco, una madam de Chicago, y abrieron un segundo burdel. En los siguientes años, Colosimo expandiría su negocio a 200 burdeles y además se abrió paso en los juegos de azar y el chantaje.

## Ayuda de Nueva York
En 1909, Colosimo estaba siendo seriamente amenazado por la banda Black Hand de Chicago. Trajo a la ciudad a su sobrino político, John "The Fox" Torrio, desde Brooklyn, y le colocó como segundo al mando. Al año siguiente, Colosimo abrió un café restaurante llamado "Colosimo's Cafe" en el 2126 de la calle South Wabash en Chicago. En 1919, Torrio y Colosimo abrieron un burdel en la misma calle llamado "Four Deuces". Torrio trajo a su teniente de Brooklyn, Al Capone, para trabajar ahí como barman y seguridad, permitiendo al joven Capone dar sus primeros pasos en la ciudad de Chicago.

## Traición

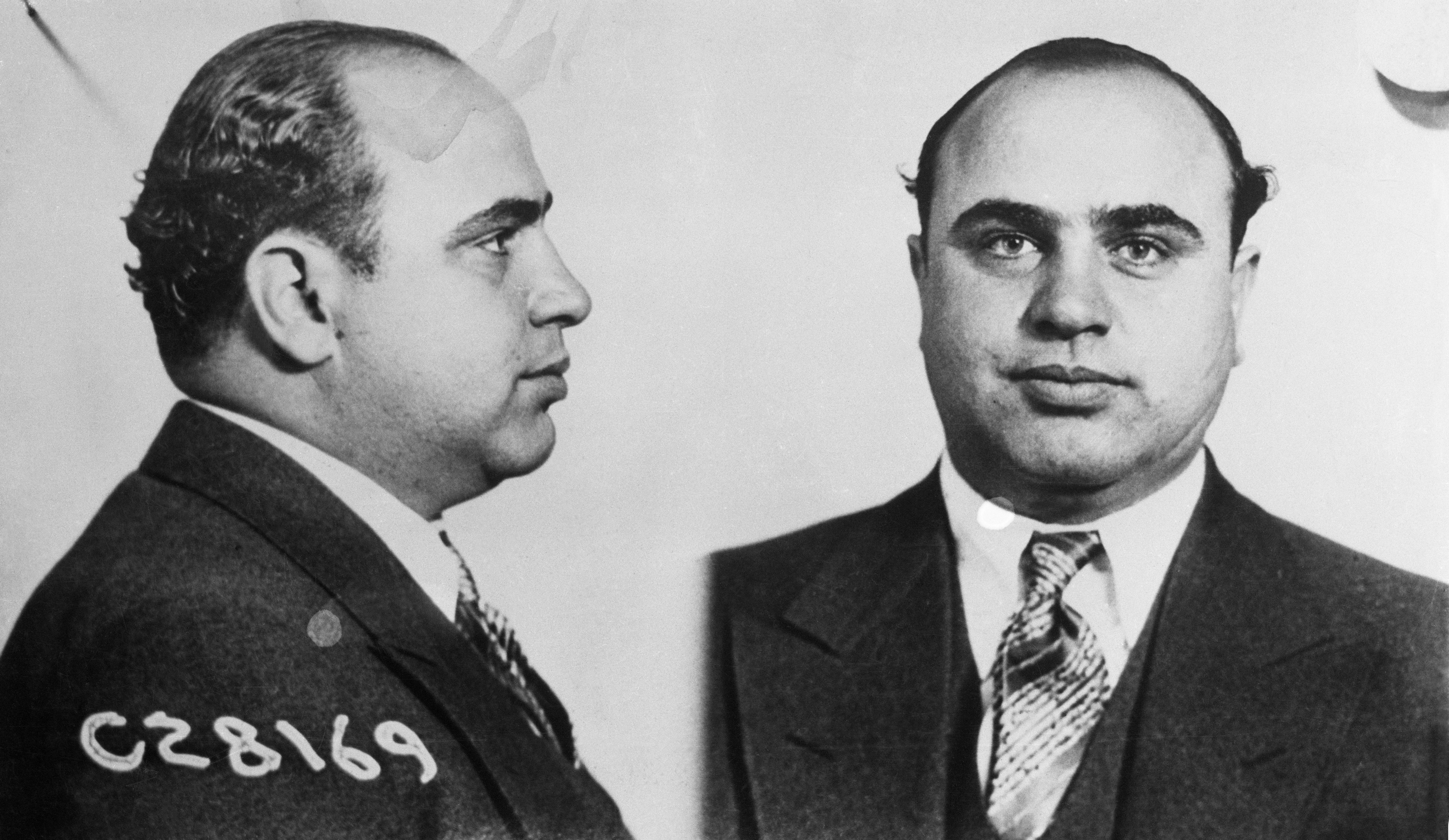
Al Capone.

Cuando se impuso la ley seca en 1920, Johnny Torrio presionó para que la banda entrara en el negocio del contrabando, pero Colosimo se negó. En mayo de 1920, Colosimo se fue de la ciudad para casarse con su segunda esposa, Dale Winter (había abandonado a su primera esposa, tía de Torrio). Después de que Colosimo regresara a Chicago una semana después, Torrio le llamó y le informó sobre un cargamento que llegaría a su café. Cuando Colosimo llegó a su establecimiento para esperar la entrega, fue asesinado. La primera sospechosa del asesinato fue su nueva esposa, Dale, pero nadie fue arrestado por el crimen. Se cree ampliamente que Torrio ordenó la muerte de Colosimo para que la banda pudiese entrar en el lucrativo negocio del contrabando. Torrio habría traído a un colega de Nueva York, Frankie Yale, para matar a Colosimo. Al Capone también fue sospechoso de asesinar a Colosimo.
Colosimo fue el primero en organizar las distintas partes del movimiento criminal de Chicago. Después de su muerte, su banda fue controlada primero por Johnny Torrio y luego por Al Capone. La banda sería conocida entonces como la infame Chicago Outfit.

## En la cultura popular
- Colosimo y una versión ficticia de su asesinato fue el tema central de un episodio de la serie Las aventuras del joven Indiana Jones titulado "Young Indiana Jones and the Mystery of the Blues" (1993). Colosimo fue encarnado por el actor Raymond Serra, Victoria Moresco por Linda Lutz y Dale Winter por Jane Krakowski.
- En 2010, el asesinato de Colosimo fue representado en el primer episodio de la serie de HBO, Boardwalk Empire. Colosimo fue interpretado por el italiano Frank Crudele.
- Joe De Santis interpretó a Colosimo en Al Capone (1959).
- Frank Campanella lo interpretó en Capone (1975).